# Gnomonia amygdalinae
Gnomonia amygdalinae är en svampart som beskrevs av Fuckel 1870. Gnomonia amygdalinae ingår i släktet Gnomonia och familjen Gnomoniaceae.   Inga underarter finns listade i Catalogue of Life.